# Associação Académica de Coimbra (rugby a 15)
Associação Académica de Coimbra (in portoghese Secção de Rugby Associação Académica de Coimbra, "Sezione rugbistica dell'Associazione Accademica di Coimbra"), abbreviato in Académica de Coimbra o AA Coimbra, è la sezione di rugby a 15 dell'omonima Associação Académica de Coimbra, società polisportiva portoghese legata all'Università di Coimbra.
Benché esistente de facto dal 1936, la sua fondazione formale, con partecipazione a competizioni ufficiali, risale al 1955.
In 60 anni di storia ha vinto quattro volte il titolo di campione portoghese, 6 coppe nazionali e una Coppa Iberica.
La sua sede sociale è presso lo stadio Universitario di Coimbra, che dal 1963 fino ai primi anni duemiladieci fu la sua sede di gioco; in tempi più recentemente il suo impianto interno è lo stadio Sérgio Conceição, nella stessa città.
Il colore sociale del club è il nero; la tenuta alternativa è altresì completamente bianca.

## Storia
I primi passi del rugby a Coimbra furono nel 1936 quando José Maria Antunes raccolse un gruppo di ragazzi cui insegnò la disciplina; per stimolare la partecipazione organizzò in città nel 1937 un incontro dimostrativo tra due squadre universitarie di Lisbona.
Una formazione non ufficiale tra studenti dell'Università di Coimbra nacque nel 1940 e disputò i giochi accademici portoghesi di quell'anno, raggiungendo la finale del rugby e perdendola 3-6 contro l'Università Tecnica di Lisbona.
Gli studenti di Coimbra vinsero la loro prima partita nel 1942, 8-0 sui loro omologhi della capitale.
Per più di un decennio non si parlò più di rugby a Coimbra, fino all'arrivo di un altro pioniere, António Sá Lima, fondatore della sezione rugbistica dell'Associação Académica de Coimbra e tra i primi giocatori del neonato club, che si affiliò all'Associação de Rugby de Lisboa (quella portoghese non esistendo ancora) e giungendo subito, alla sua prima stagione ufficiale, alla finale di campionato persa 0-40 contro il Belenenses.
Nel 1957 il giovane club fu tra i membri fondatori della Federugby portoghese.
Nel 1960 ricevette una selezione universitaria inglese di Oxford, venendo sconfitta 0-48, e nel 1963 inaugurò lo Stadio Universitario battendo il Benfica; pochi mesi più tardi ospitò e batté i campioni di Spagna dell'Arquitectura di Madrid.
Nel 1974 vinse il suo primo trofeo ufficiale, la Coppa del Portogallo, battendo in finale ancora il Benfica per 15-12; tre anni più tardi giunse anche il primo titolo di campione nazionale, bissato due anni più tardi; dopo il decennio degli anni ottanta in cui giunse solo un'altra coppa nella stagione 1989-90, la squadra vinse altre tre coppe e un campionato nazionale prima della fine del millennio; il titolo di campione più recente è del 2004.
Vanta anche la vittoria nella Coppa Iberica del 1997, cui partecipò come vincitore della Coppa del Portogallo.
La vittoria nel campionato nazionale del 2004 garantì all'Académica anche la partecipazione all'European Challenge Cup del 2004-05 in cui fu eliminata al primo turno dagli scozzesi dei Borders con un pesante passivo di 6-205 (3-98 in Scozia e 3-107 nel ritorno a Coimbra.
La sezione seven dell'Académica, di più recente formazione, vanta 3 titoli di campione nazionale, nel 2007, 2010 e 2012, e cinque di campione universitario; nel 2010 si laureò campione europeo universitario a Cordova (Spagna) battendo l'università di Montpellier (Francia) per 7-0.
L'Académica ha dato diversi giocatori al Portogallo che prese parte alla Coppa del Mondo di rugby 2007, la prima volta dei lusitani nella massima rassegna e, a seguire, alla vittoria della Nazionale a 7 nel campionato mondiale universitario del 2010.

## Palmarès
- Campionati portoghesi: 4
1976-77, 1978-79, 1996-97, 2003-04
- Coppe del Portogallo: 6
1973-74, 1979-80, 1989-90, 1994-95, 1995-96, 1996-97
- Coppe Iberiche : 1
1997